# 布朗日
布朗日（法語：Boulange，法語發音：[bulɑ̃ʒ]）是法国摩泽尔省的一个市镇，位于该省西北部，属于蒂永维尔区。

## 地理
布朗日（49°22'54"N, 5°57'9"E）面积12.78 平方千米，位于法国大東部大區摩泽尔省，该省份为法国东北部内陆省份，是洛林的一部分，西南接默尔特-摩泽尔省，东临下莱茵省，北与卢森堡和德国接壤。
与布朗日接壤的市镇（或旧市镇、城区）包括：欧梅斯、伯维莱尔、桑西、丰图瓦、阿旺日、特雷桑日。
布朗日的时区为UTC+01:00、UTC+02:00（夏令时）。

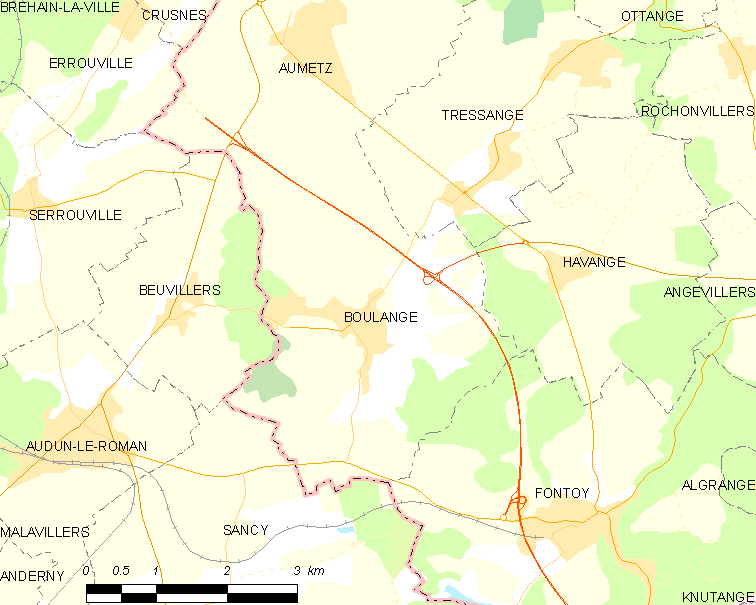
布朗日的OSM定位图

## 行政
布朗日的邮政编码为57655，INSEE市镇编码为57096。

## 政治
布朗日所属的省级选区为阿尔格朗日县。

## 交通
法国国家A30号高速公路和摩泽尔省省道D14线（快速公路）在布朗日境内交汇，另有省道D59线过境。

## 人口

1962-2008年间布朗日人口变化图示

布朗日于2022年1月1日时的人口数量为2431人。